# Сборная Занзибара по футболу
Сборная Занзибара по футболу — национальная футбольная сборная Занзибара, управляемая Футбольной ассоциацией Занзибара. Занзибар не состоит в ФИФА и является только ассоциированным членом КАФ (был полноправным членом этой организации до объединения Занзибара с Танганьикой в 1964). Занзибар не имеет права участия в ЧМ или Кубке Африки, однако в остальных турнирах на уровне сборных и клубов выступает отдельно от Танзании.

## История
Сборная регулярно выступает в Кубке CECAFA, где играют национальные сборные Центральной и Восточной Африки. В 1995 году она стала его победителем, выиграв финальный матч со счетом 1:0 у Уганды. В Кубке африканских наций команда участвовала только в 1962 году, но не преодолела отборочный раунд. Футбольная ассоциация Занзибара является членом NF-Board и участвует в соревнованиях, проводимых организациями, объединяющими федерации стран, не входящих в ФИФА. В частности, сборная страны заняла второе место в FIFI Wild Cup 2006 года и четвёртое место в ELF Cup в том же году.

## Кубок африканских наций
- 1962 — не прошла квалификацию

## Достижения
Кубок Восточной и Центральной Африки
- Чемпион (1995)
- Полуфиналист — 7 раз (3 бронзы)